# Bionville
Bionville – miejscowość i gmina we Francji, w regionie Grand Est, w departamencie Meurthe i Mozela.
Według danych na rok 1990 gminę zamieszkiwało 97 osób, a gęstość zaludnienia wynosiła 8 osób/km² (wśród 2335 gmin Lotaryngii Bionville plasuje się na 948. miejscu pod względem liczby ludności, natomiast pod względem powierzchni na miejscu 471.).

## Populacja

Populacja Bionville w latach 1962–2008